# Eclytus hirudineus
Eclytus hirudineus là một loài tò vò trong họ Ichneumonidae.